# 堀江謙一
堀江 謙一（ほりえ けんいち、1938年〈昭和13年〉9月8日 - ）は、日本の海洋冒険家（ソロセーラー、ヨットマン）。大阪府大阪市生まれ。兵庫県芦屋市在住。
1962年、日本人として初めて、小型ヨットによる太平洋単独無寄港横断に成功。1974年、日本初の小型ヨット単独無寄港世界一周に成功。
アマチュア無線家でもある。コールサインはJR3JJE。

## 堀江の経歴

### 生い立ち
大阪市港区で生まれた。
太平洋戦争の末期には大阪府下の箕面村（今の箕面市）で一家で暮らした。1945年（昭和20年）の3月から8月にかけて、大阪市への空襲の際は、遠く離れた堀江のいた箕面市にも爆発音や衝撃波が届くような状況であった。このため太平洋横断中、ミッドウェー島の近くに来た時に、島に向かって死去した兵士に黙祷した。
家業は自動車部品工場。
1954年、関西大学第一高等学校に入学、ヨット部に入部した。

### 小型ヨット単独無寄港太平洋横断航海
1962年5月12日、23歳のときに小型ヨット『MERMAID』（マーメイド。全長5.83m、水線長5.03m、幅2.00m、船体は合板（ラワン）製）で、単独無寄港太平洋横断を目指して、兵庫県西宮を出港、同年8月12日、アメリカのサンフランシスコに入港し、成功した。航海日数は94日。なお、日本人による単独無寄港太平洋横断は初めて、小型ヨットでは世界初の可能性もあるものであった。
ヨットによる出国は前例が無く、政治家のつてでパスポートを取得しようと試みるが失敗し「密出国」という形になった。堀江は強制送還されることを覚悟して出港したという。8月10日に家族から捜索願が出されたことを受け、大阪海上保安監部は“自殺行為”とみて全国の海上保安本部へ“消息不明船手配”を打電し、不法出国問題より、救助を先決にしていた。
堀江がサンフランシスコに到着したとの連絡を受けた大阪海上保安監部救難係は、「アメリカからは直ぐ不法出入国者として強制送還され、日本に着くと直ぐ捕まえられることになる」と話し、また、同監部警備救難課長は「こんな真似をされては困る。ヨット同好者などが、このような“冒険”を称賛するようなことがあればとんでもない間違いで、海の恐ろしさを知らぬ“人命軽視”だ」と非難した。なお、大阪入管事務所は「小型ヨットは一般旅客とみなされるので当然ビザが必要になる。たとえ申請があっても許可しないのは常識」と話した。
しかし、サンフランシスコ市長ジョージ・クリストファーが「コロンブスもパスポートは省略した」と、尊敬の念をもって名誉市民として受け入れ、1か月間の米国滞在を認めるというニュースが日本国内に報じられたところ、日本国内のマスコミ及び国民の論調も手のひらを返すように、堀江の“偉業”を称えるものに変化した。その後、帰国した堀江は密出国について当局の事情聴取を受けたが、結果、起訴猶予となった。
『マーメイド号』は、横山晃設計によるキングフィッシャー型19フィートのスループで、姫路市の奥村ボート（現・オクムラボート）にて建造された。船名は、資金不足に悩んでいた際、敷島紡績（現 : シキボウ）からの、同社商標の「マーメイド（人魚）」マークを入れてくれれば、帆を一式寄付するとの申し出を受け入れたことに因んでいる（秘密裏の計画だった太平洋横断航海のスポンサーではない）。
同艇は、現在、サンフランシスコの米国立海洋博物館で保存・公開されている。
1963年2月20日、第11回菊池寛賞の授賞が決定された。授賞理由は、「単身ヨットを駆って世界最初の太平洋を横断した快挙」に対してである。

### ヨット単独無寄港世界一周航海
1972年11月12日、ヨット『マーメイドII』（変形マスト（逆V字型マストが船の前部と後部に1組ずつ立っている）、全長7.25m、幅2.50m）で、東回り単独無寄港世界一周を目指して、大阪の淡輪港を出港した。しかし、航海3日目の11月14日、後部マストに亀裂が発生、11月17日、全てのマストが折損したため航行不能となった。11月19日、海上保安庁に救助を要請、11月20日、巡視船によって曳航され、三重県の鳥羽港に入港した。
なお、11月14日にマストの亀裂が判明した際、堀江がその旨を無線で発信しており、それを受信した人が海上保安庁に通報したことから、同庁が巡視船数隻や捜索機YS-11で捜索を開始する事態となった。この時点で、堀江は海上保安庁が捜索を展開しているのを知らなかった。その後、いたずらと思われる無線などもあったため、情報が錯綜した。これらの“騒動”があったこともあり、逆V字型の変形マストにも拘らず外洋での訓練が不足していたとの批判的な報道がいち早く為された。また、11月20日に鳥羽港に入港後に行われた記者会見では、まず堀江の「海上保安庁など大変な捜索網を敷いていただき、迷惑をかけて申し訳ない。国民の皆さんにも心配かけて反省している」という謝罪から始まった。その後、「なぜ（11月14日の時点で）救助を求めなかったのか?」「マストに欠陥があったと思うか?」「船の耐久テスト、試験航海はかなりやったのか?」など次々と詰問調の質問があった。最後に「もう一度世界一周をやるか?」と聞かれ、堀江は「このように皆さんに迷惑をおかけしたので、皆さんがやめろと言われれば、やめないわけにはいかない。ただ、僕の本心としては、皆さんに理解してもらえれば、もう一回やりたい」と答えた。堀江は、そのときの様子を後に「袋叩きにあった」、「コテンパンにやっつけられた」と自著に書いている。海上保安庁内部では「人命救助が大前提だが、個人の名誉欲やレジャーで振り回されるのは御免」という声も出た。
1973年8月1日、ヨット『マーメイドIII号』（スループ、全長8.80m、水線長7.00m、幅2.80m、船体はFRPコートした木製）で、西回り単独無寄港世界一周を目指して、淡路島の生穂港を出港、翌1974年5月4日、大阪の忠岡港に入港し、成功した（航海日数275日）。これは、イギリス人のロビン・ノックス・ジョンストンに次いで世界で2人目であった。（東回りを合わせると3人目である。）この航海について、石原慎太郎から「成功する可能性があり得ないもの」と非難され、堀江を擁護する本多勝一らとの論争を呼んだ。

### その後の冒険
1978年、氷上を帆走（滑走）する氷上ヨット『マーメイド5号』（全長9.5m、幅5m、マスト高12m、船殻はアルミ合金製、左右両側に発泡スチロールのフロートが設置されており、船体と左右のフロートの底部に橇（そり）が付いている。）で、北極点到達を目指し、2月14日にカナダのレゾリュートに現地入りし、帆走（滑走）試験を行った。しかし、船体の強度不足が判明したこと、また悪天候のため、同年4月11日、計画を断念した（出発に至らなかった。）。
2004年10月1日、ヨット『SUNTORYマーメイド号』（スループ、全長13.1m、幅2.4m、船殻はアルミ合金5083（アルミリサイクル材70パーセント使用）製、セイルはペットボトルのリサイクル材製）で、東回り単独無寄港世界一周を目指して、兵庫県西宮市の新西宮ヨットハーバーを出港。翌2005年6月7日に同港に帰還した（航海日数251日）。東西両方向回りで単独無寄港世界一周を達成したのは日本人で初めて、世界でもオーストラリア人に次いで2人目であった。
2006年7月、「69歳になる2008年春に、波の力だけを動力とする波浪推進船（ウエーブパワーボート）『SUNTORYマーメイドII号』（カタマラン（双胴船）、全長9.5m、幅3.5m、船体重量3.0トン、船殻はアルミ合金製、速力は約3ノット（約6km/h）、2007年5月30日完成）で、約6,000kmあるハワイ - 紀伊水道間の世界初の航海に挑戦する」と発表した。同船は、東海大学海洋学部の協力で製作された。なお、これは波浪推進船の初の実用航海とされている。2008年3月16日、ハワイのホノルル沖を出発、天候や海流などの影響により当初の予定より1か月以上遅れて、同年7月4日午後11時50分、和歌山県・日ノ御埼沖の洋上に設定したポイントにゴールした（航海日数110日）。
2009年、学校法人大前学園が設置する、サポート校の専修学校・西宮甲英高等学院の校長（のちに名誉校長）に就任した。
同年6月6日、長年にわたり海を舞台に挑戦し続けていることが評価され、兵庫県豊岡市から「植村直己冒険賞 特別賞」が贈られた。
2011年7月15日、海洋立国推進功労者として、日本政府から「内閣総理大臣賞」が贈られた。
2021年11月、翌年3月から6月にかけてヨットでサンフランシスコから新西宮ヨットハーバーに向けた単独での太平洋横断に挑戦することを発表した。2022年3月26日に船体が約5.8mの『SUNTORYマーメイド3号』で出発。6月4日未明にゴールに設定していた和歌山県・日ノ御埼沖の紀伊水道に到着。
2023年3月、米団体「クルージング・クラブ・オブ・アメリカ」（CCA）は、この世界最高齢での単独無寄港の太平洋横断の成功に対し、海洋冒険の功績を表彰する最高栄誉賞「ブルーウオーター・メダル」を贈呈した。日本人の受賞は世界一周の最高齢記録を樹立した斉藤実に続き2人目。

## 堀江の冒険の記録

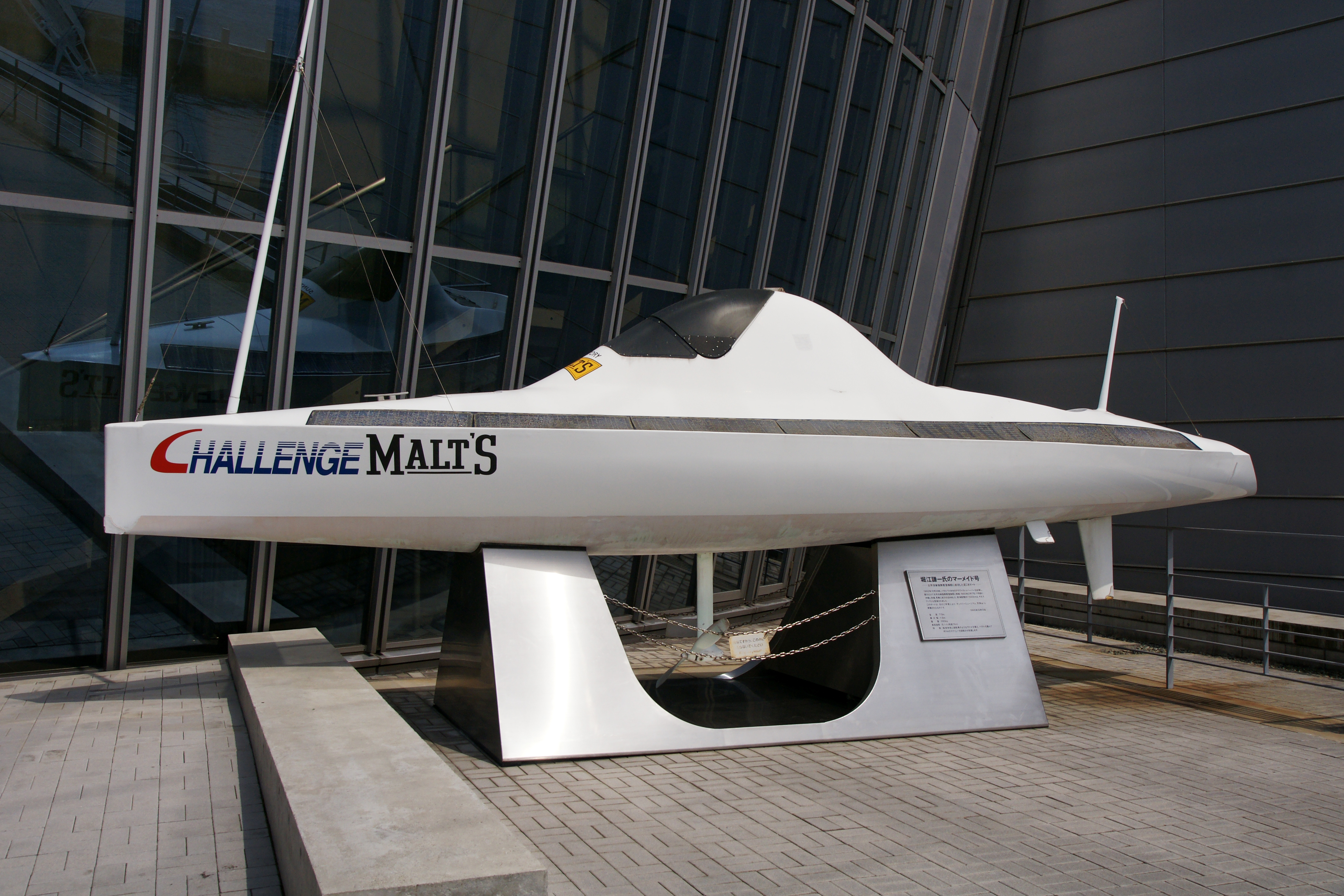
足漕ぎボート『マーメイド号』 サントリーミュージアムにて

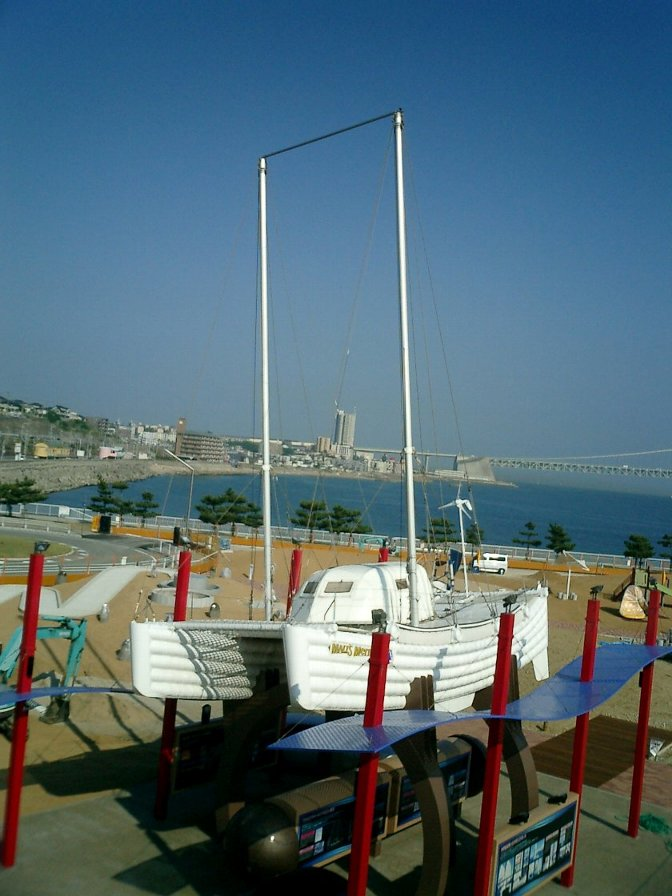
『MALT'SマーメイドII号』 大蔵海岸にて

- 1962年 : 小型ヨットで単独無寄港太平洋横断に成功する。日本出発は5月12日、米国到達は8月12日。『マーメイド号』、全長5.83m、水線長5.03m、幅2.00m、船体は合板製。
- 1964年 : 友人ら3名と共に自転車でアメリカを一周する（走行距離約2万km）。
- 1974年 : ヨットで西回り単独無寄港世界一周に成功する。『マーメイドIII号』、全長8.80m、水線長7.00m、幅2.80m、マスト高10.4m、船体はFRPコートした木製。
- 1975年 : 沖縄海洋博協会主催の第2回太平洋横断シングルハンド（1人乗り）レースで8艇中3位となる[注 7]。『マーメイド号』、全長10.6m、幅3.5m、マスト高12.2m、船殻はアルミ合金製。
- 1982年 : ヨットで世界初の縦回り世界一周に成功する。全航程の8割近くを妻・衿子[注 8]が同乗した。約4年を要した。『マーメイド号』、全長10.6m、幅3.5m、マスト高12.2m、船殻はアルミ合金製[注 9]。
- 1985年 : 太陽電池によるソーラーボートで世界初のハワイ - 父島間の単独航海に成功する。『シクリナーク[注 10]号』、全長8.98m、水線長6.30m、幅2.39m、船体はFRP製。
- 1989年 : 世界最小（全長2.80m）の外洋ヨットで単独太平洋横断（サンフランシスコ - 西宮）に成功する。『マーメイド号』、全長2.80m、幅1.85m、マスト高6.35m、船体はFRP製。
- 1992年 : 足漕ぎボートでは世界初のハワイ - 沖縄間の単独航海に成功する。『マーメイド号』、全長7.91m、水線長6.65m、幅1.76m、船体はFRP製。
- 1996年 : アルミ缶リサイクルのソーラーパワーボートで単独太平洋横断（エクアドル - 東京）に成功する。『MALT'Sマーメイド号』、全長9.5m、幅1.6m、船殻はアルミ合金製。エクアドル政府はこの航海の成功を讃え、翌1997年、ガラパゴス諸島の島と岬に「モルツマーメイド島」「堀江謙一船長岬」と命名した。
- 1999年 : ステンレス製生ビール樽528個とペットボトルのリサイクル素材を利用したリサイクルヨットで単独太平洋横断（サンフランシスコ - 明石海峡大橋）に成功する[32][33]。『MALT'SマーメイドII号』、カタマラン（双胴船）、全長10.0m、船殻はステンレス製。『“20世紀最後の太平洋ひとりぼっち”航海』
- 2002年 : ウイスキー貯蔵樽材を再利用した『MALT'SマーメイドIII号』で単独太平洋横断（西宮 - サンフランシスコ）に成功する。これは1962年の太平洋横断から40周年を記念したもので、当時の航海を再現するため、ヨットも同じ大きさ（全長5.83m、水線長5.03m、幅2.00m、船体は合板製）であった。『”21世紀最初の太平洋ひとりぼっち”航海』
- 2004年 : 『SUNTORYマーメイド号』（全長13.1m、船殻はアルミ合金製）で東回り単独無寄港世界一周に挑戦、2005年6月、世界一周を達成する[34]。
- 2008年 : 波浪推進船（ウエーブパワーボート）『SUNTORYマーメイドII号』（カタマラン（双胴船）、全長9.5m、船殻はアルミ合金製）で世界初のハワイ - 紀伊水道間の単独航海に挑戦し、同年7月4日に成功する。
- 2022年：小型ヨット『SUNTORYマーメイドIII号』（全⻑6.05m）で、アメリカ合衆国カリフォルニア州にあるゴールデン・ゲート・ブリッジ下から3月27日（現地時間26日朝）に出発、6月4日未明に和歌山県の日ノ御埼沖（紀伊水道）に到着し、世界最高齢での単独無寄港太平洋横断を達成した。

## 堀江の主張
堀江は、太平洋横断中に、
| この海で、多くの海の先輩たちが散っていったのだ… |

| この海で亡くなった3500名もの日本人将兵にも、家族がいて、母親がいた。どれほど家族にや母親に会いたくて、日本に帰りたかったことだろうか… |

| この海で眠っている先輩の皆さん、ぼくはいま、皆さんに捧げる花束を持ち合わせていません。お許しください。しかし、もしこのヨットが無事にサンフランシスコのゴールデンゲートをくぐってゴールしたら、それを先輩方に捧げる“花”とします。 |

と哀悼したことを述べている。
また、
| 僕が78歳のいままで、世界中の海をヨットで航海できたのは、戦後70年以上、日本が平和だったからだ。日本が平和だったのは、“平和憲法”を堅持したからではなく、命をかけて日本を守ってくれた自衛隊がいたからだと思っている。 日本国憲法が認められているのに、「自衛隊が違憲だ」などという考え方があるようでは、日本を守ることなど到底できるわけがない。それ以前に、命がけで日本を守ってくれている自衛隊員に対して失礼だ。もっと誇りをもって任務についていただけるよう憲法を改正すべきだと考えている。 右であれ、左であれ、愛国心をもって国について考えているのなら、ぼくは聞く耳を持つ。しかし、ぼくは反日だけはカンベンしてほしい。祖国を愛さないなんて、少なくとも海の男にそんな人はいない。 ぼくはこれからも祖国への愛を忘れずに、100歳まで海洋冒険を続けたいと思っている。 |

と、太平洋でヨットにときどき自衛隊航空機が撮影や安全確認しに来ていたなど、2016年には彼らの仕事への感謝を述べた。

## 著書

### 単著
- 『太平洋ひとりぼっち』 文芸春秋新社（現・文藝春秋）〈ポケット文春〉、1962年、全国書誌番号:63000693 [注 11]

- 児童書化 : あかね書房〈少年少女20世紀の記録 24〉、1965年、全国書誌番号:45020471。 - 児童書。
- 文庫本化 : 角川書店〈角川文庫〉、1973年5月10日、全国書誌番号:75078202
- 再刊（文庫） : 堀江謙一/著、石川滋彦/さし絵『太平洋ひとりぼっち』筑摩書房〈ちくま少年文庫 5〉、1977年7月8日、全国書誌番号:77034830。 - 児童書。
- 再刊（単行本） : 堀江謙一/著、ぐるーぷ・ぱあめ黒姫支社/編『太平洋ひとりぼっち』 ぐるーぷ・ぱあめ〈ぐるーぷ・ぱあめの本 : 地球時代選書 1〉/発行、清水弘文堂/発売、1989年8月20日、ISBN 487950503X
- 再刊（文庫本） : 福武書店〈福武文庫〉、1994年7月1日、ISBN 4828832912
- 再刊（単行本） : 舵社、2004年2月20日、全国書誌番号:20670836

- 改訂版（単行本） : 舵社、2007年10月20日、ISBN 9784807211210。

- 『大洋をわが腕に : ぼくのヨット教室』 サンケイ新聞出版局、1963年、全国書誌番号:63007617
- 『ヨット入門 : Let's go sailing』 実業之日本社、1972年5月、全国書誌番号:75063584
- 『マーメイド三世 : 単独無寄港世界一周』 朝日新聞社、1974年8月、全国書誌番号:73007085
- 『マーメイド号 : 栄光と挫折の全記録 : 写真ドキュメント』 講談社、1974年8月28日、全国書誌番号:71015742 [注 13]
- 堀江謙一/著、柏村勲/絵『世界一周ひとりぼっち : ひとり乗りヨット無寄港世界周航の記録』 偕成社〈少年少女ドキュメンタリー 16〉、1975年、全国書誌番号:45000740。 - 児童書。
- 『世界一周ひとりぼっち』 立風書房、1977年6月、全国書誌番号:77032854

- 文庫本化 : 勁文社〈ケイブンシャ文庫〉、1984年11月、ISBN 4766901916

- 『妻との最後の冒険 : 地球一周縦回り航海記』 朝日新聞社、1983年7月20日、全国書誌番号:83047552
- 『太陽で走った : ソーラーボート航海記』 朝日新聞社、1986年2月20日、ISBN 4022554347
- 『太平洋ひとりぼっち・完結編』 朝日新聞社、1989年12月30日、ISBN 4022560940 [注 14]
- 『海を歩いて渡りたい : ペダルを踏んで太平洋ひとりぼっち』 ティビーエス・ブリタニカ、1993年12月3日、ISBN 448493227X
- 『太陽に賭ける : 「太平洋ひとりぼっち」、ふたたび』 ベネッセコーポレーション、1997年9月10日、ISBN 4828818197
- 『ひとりぼっちの世界一周航海記』 理論社、2005年8月、ISBN 4652077645 [注 15]

### 共著
- 栗原景太郎、牛島龍介、石濱恒夫との共著『ヨットとかもめ : 三人のヨットマンと一人の詩人』 文研出版〈Bunken sinsho〉、1973年、全国書誌番号:73006970
- 坪田譲治、富田常雄、倉島栄子、竹山道雄との共著『少年少女世界の名作 51 日本編 7』 小学館、1974年6月、全国書誌番号:45008585。[注 16] - 児童書。
- 開高健らとの共著『海 : 自然読本 : 紺碧の深み、走る波、見はるかす水平線』 河出書房新社、1981年6月、全国書誌番号:81030244。[注 17]
- 長谷川恒男との共著『我が青春の挑戦』 聖教新聞社〈文化教養シリーズ 20〉、1984年7月、全国書誌番号:84055529。
- 三浦哲郎ほか16人との共著、作品社編集部/編『生きるってすばらしい 16 : 旅への誘い』 作品社〈新編・日本の名随筆 : 大きな活字で読みやすい本〉、1996年4月25日、ISBN 4878937866。[注 18]

### 監修
- 『大冒険 海入門』 小学館〈小学館入門百科シリーズ 26〉、1973年8月20日、全国書誌番号:45000817 - 児童書。
- ノルドブック社/企画・編集、鈴木雄彦/訳『ヨット全書[注 19] : カラー版』 角川書店〈世界の一級品シリーズ〉、1981年9月、全国書誌番号:81046648。[注 20]

### 翻訳
- ディビッド・ルイス/著、堀江謙一/訳『アイスバード号航海記 : 凍りつく南極海に挑む[注 21]』 立風書房、1983年1月15日、全国書誌番号:84006836

## 関連書籍
- 石原慎太郎/著『孤独なる戴冠 : 石原慎太郎全エッセイ集』 河出書房新社、1966年、全国書誌番号:66005960。[注 22]
- 臼井吉見/編『現代の教養 第7 : 新しい人間像』 筑摩書房、1967年、全国書誌番号:52009548。[注 23]
- 小田実/編『戦後日本思想大系 第16巻 : 現代人間論』 筑摩書房、1969年10月、全国書誌番号:74001787。[注 24]
- 沢木耕太郎/著『若き実力者たち : 現代を疾走する12人』 文藝春秋、1973年9月、全国書誌番号:73009247。[注 25]

- 文庫本化 : 『若き実力者たち』 文藝春秋〈文春文庫〉、1979年2月、全国書誌番号:79009865。
- 再刊（文庫） : 『若き実力者たち』 文藝春秋〈文春文庫・新装版〉、2011年4月10日、ISBN 9784167209179。

- 読売新聞社会部/編『北極点をめざす野郎たち』 読売新聞社〈Yomi book〉、1978年9月12日、全国書誌番号:79017062。[注 27]
- 三浦雄一郎/著『男、冒険、人生。』 潮出版社、1982年11月15日、全国書誌番号:83007964。[注 28]
- 阿川弘之/編『日本の名随筆 15 : 旅』 作品社、1983年9月、ISBN 487893915X。[注 29]
- 本多勝一/著『冒険と日本人』 朝日新聞社〈朝日文庫〉、1986年1月20日、ISBN 4022608153。
- 妹尾河童/著『河童が覗いた50人の仕事場』 朝日新聞社、1986年5月、ISBN 4022555378。[注 30]
- 藤木高嶺/著『チャレンジ精神を育てよう』 くもん出版〈くもん選書〉、1987年12月7日、ISBN 4875763964。[注 31]
- 桂三枝/著『三枝のホンマでっか : 桂三枝対談集 part 2』 読売新聞社、1990年12月、ISBN 4643901128。[注 32]
- 吉原敦子/著『あの本にもう一度 : ベストセラーとその著者たち』 文藝春秋、1996年7月30日、ISBN 4163518800。[注 33]
- 共同通信社会部/著『希人よ[注 34] : もっと激しく、もっと自由に』 四谷ラウンド、2000年8月、ISBN 4946515550。[注 35]
- キダ・タロー/インタビュアー『これが私の生きる道 : キダ・タロー対談 : ひと・こころ・いのち : 26人からのメッセージ』 本願寺出版社、2004年5月、ISBN 4894163314。[注 36]
- 文藝春秋/編『植村直己、挑戦を語る』 文藝春秋〈文春新書〉、2004年7月19日、ISBN 9784166603909。[注 37]
- 新井満/著『新井満と語る : 威厳をもった老後と哀れな老後と』 新風舎〈新風舎文庫〉、2004年10月5日、ISBN 4797494727。[注 38]
- PHP研究所/編『幸福論』 PHP研究所、2006年9月、ISBN 4569655130。[注 39]
- 戸田智弘/著『働く理由 : 99の名言に学ぶシゴト論。』 ディスカヴァー・トゥエンティワン、2007年7月、ISBN 9784887595651。[注 40]
- 今井郁次/著『プロフェッショナルの生き方に学ぶ』 エヌ・ティ・ティ・コムウェア広報室、(c)2007年。[注 41]
- 村上信夫/著『ことばのビタミン』 近代文藝社、2009年10月、ISBN 9784773376524。[注 42]
- 学研教育出版/編『スポーツ感動物語 第2期 2 : 先駆者たちの道のり』 学研教育出版/発行、学研マーケティング/発売、2012年2月14日、ISBN 9784055009232。[注 43]
- 丸山佑介/著『冒険家100の言葉 : 逆境に打ち勝ち、世界を切り開く[注 44]』 彩図社、2012年6月20日、ISBN 9784883928682。[注 45]

- 文庫本化、加筆修正、改題 : 丸山ゴンザレス/著『世界の危険に挑む99の言葉』 イースト・プレス〈文庫ぎんが堂〉、2015年11月、ISBN 9784781671390。

- 土田憲/著『波濤を越えて : 堀江謙一をめぐる半世紀』 言視舎、2012年7月25日、ISBN 9784905369387。
- 石原慎太郎/著『石原愼太郎の思想と行為 6 : 文士の肖像』 産経新聞出版/出版、日本工業新聞社/発売、2013年5月、ISBN 9784819111836。[注 46]
- PHP研究所/編『今日は何の日?366 : 偉人の誕生日から世界の歴史、記念日まで』 PHP研究所〈PHPお話366シリーズ〉、2018年4月、ISBN 9784569787541。[注 47] - 児童書。
- 鈴木康史/編著『冒険と探検の近代日本 : 物語・メディア・再生産』 せりか書房、2019年2月12日、ISBN 9784796703796。[注 48]

## ゲーム
- 『太平洋横断11,000km』（PC-8801用） ライブハウスアロー、1983年8月。堀江の太平洋横断のシミュレーションゲーム。